# القوات المسلحة البلغارية
القوات المسلحة البلغارية وهي القوات المسلحة التي تحمي دولة بلغاريا رسمياً وتتكون من القوات البرية البلغارية والقوات الجوية البلغارية ومن البحرية البلغارية، تأسست هذه القوات في سنة 1878 بعد تَحرُر بلغاريا من الاحتلال العُثماني والقائد الأعلى للقوات المسلحة هو رئيس الجمهورية البلغاري، من الحروب التي خاضتها هذه القوات هي الحرب الصربية البلغارية وحرب البلقان الأولى وحرب البلقان الثانية وفي الحرب العالمية الأولى مع دول المحور وفي الحرب العالمية الثانية مع دول المحور أيضاً وفي خلال الحرب الباردة كانت القوات البلغارية من أكبر القوات في حلف وارسو حيث كانت تتكون من 152 ألف مُقاتل في سنة 1988 وبعد سقوط الشيوعية في بلغاريا أصبحت القوات البلغارية جزء من حلف شمال الأطلسي في سنة 2004 و شاركت هذه القوات في غزو العراق مع القوات الأمريكية والقوات البريطانية في 2003.
القديس الشفيع للقوات البلغارية هو القديس جرجس ويحتفل بيوم 6 مايو الذي هو يوم هذا القديس بعيد الجيش في بلغاريا.